# 高能天文觀測站3號
高能天文觀測站3號（High Energy Astronomy Observatory 3）是美國太空總署三個高能天文台中的最後一座，於1979年9月20日搭載擎天神系列運載火箭—半人馬座火箭升空，進入近圓形、傾角43.6度的低地球軌道，初始近地點為486.4公里。正常運作模式是連續天體掃描，大約每20分鐘繞著太空船的z軸旋轉一次，z軸指向太陽。發射時高能天文觀測站3號的總質量為2,660公斤（5,864.3磅）。